# Драга тетка
„Драга тетка“ је југословенски филм из 1974. године. Режирао га је Владимир Момчиловић, а сценарио је писао Гордан Михић.

## Улоге
| Глумац            | Улога |
| ----------------- | ----- |
| Слободан Ђурић    |       |
| Рахела Ферари     |       |
| Радмила Савићевић |       |